# 목포보성선
목포보성선(木浦寶城線)은 보성연결선 신보성역에서 호남선 임성리역에 이르는 경전선의 지선 철도이다. 이 구간이 완성되면 장흥, 강진, 해남, 영암에 철도가 들어가며, 한국철도가 목포와 부산을 더 빠르게 이어주게 된다. 코레일의 열차명은 남해선(南海線)이다.

## 연혁
- 1998년 12월: 이 노선에 대한 타당성 조사를 진행했다.
- 1999년 12월: 국가기간교통망 계획(1999/12, 건설교통부)에 후반기 계획(2010~2019년)으로 포함
- 2000년 12월: 이 노선에 대한 기본계획이 수립되었다. 당시 B/C값은 복선 기준 0.7, 단선 기준 1.04로 나오면서 단선으로 추진
- 2003년 12월 24일: 노반공사계약(턴키구간, 2, 7공구 : 장흥, 무안) 및 착공
- 2005년 11월 1일: 실시계획 고시[3]
- 2007년 4월: 턴키 구간 공사 중단.
- 2011년 1월: 국토해양부의 국가기간교통망계획 2차 수정계획에 포함.
- 2011년 3월 25일: 간이타당성 재조사 심의과정 통과.(복선전제단선->단선,  준고속선으로 속도 향상)
- 2015년 11월 12일: 재착공식[4]
- 2019년 11월 27일: 전철화 확정[5]
- 2025년 5월 12일: 철도거리표 고시[6]
- 2025년 9월 27일: 개통 예정

## 역사
2003년에 착공이 되었으나 2006년에 예산부족으로 착공중인 2개공구중 1개공구는 터널굴착이 중지되고 나머지 한 공구는 인부가 철수하는 사태가 일어났다. 2007년 4월에 공사가 완전 중지되었다. 노무현 정부 말에 사업 재개 및 정상 개통을 결정했으나 이명박 정부에서 사업을 재개하지 않았다.
2009년 감사원은 5개 노선에 대해 재검토를 권고했는데 이명박
정부에선 영남지역 철도는 공사를 계속 하고 이 노선만 사업을 재개하지 않았다. 2014년에 국회에서 사업재개를 위한 예산이 편성되었다. 공사 재개는 2015년 11월에 이루어졌다. 2019년 11월 전철화 결정으로 개통이 미뤄졌다.
2025년 9월 27일에 개통 예정이다.

## 역 목록
| 역명     | 로마자 역명      | 한자 역명 | 역간 거리 | 영업 거리 | 접속 노선  | 소재지   | 소재지 | 비고   |
| -------- | ---------------- | --------- | --------- | --------- | ---------- | -------- | ------ | ------ |
| 신보성   | Sinboseong       | 新寶城    | 0.0       | 0.0       | 보성연결선 | 전라남도 | 보성군 |        |
| 장동     | Jangdong         | 長東      | 8.5       | 8.5       |            | 전라남도 | 장흥군 |        |
| 전남장흥 | Jeonnamjangheung | 全南長興  | 12.4      | 20.9      |            | 전라남도 | 장흥군 |        |
| 강진     | Gangjin          | 康津      | 13.8      | 34.7      |            | 전라남도 | 강진군 |        |
| 해남     | Haenam           | 海南      | 13.5      | 48.2      |            | 전라남도 | 해남군 |        |
| 영암     | Yeongam          | 靈岩      | 17.7      | 65.9      |            | 전라남도 | 영암군 |        |
| 임성리   | Imseong-ri       | 任城里    | 13.3      | 79.2      | 호남선     | 전라남도 | 목포시 | 기존역 |

### 보성연결선
| 역명   | 로마자 역명 | 한자 역명 | 역간 거리 | 영업 거리 | 접속 노선  | 소재지   | 소재지 | 비고 |
| ------ | ----------- | --------- | --------- | --------- | ---------- | -------- | ------ | ---- |
| 미력   | Miryeok     | 彌力      | 0.0       | 0.0       | 경전선     | 전라남도 | 보성군 |      |
| 신보성 | Sinboseong  | 新寶城    | 2.4       | 2.4       | 목포보성선 | 전라남도 | 보성군 |      |